# Marimonas lutisalis
Marimonas lutisalis — вид грам-негативних протеобактерій родини Rhodobacteraceae. Описаний у 2020 році. Виділений з морського мулу на острові Канхва в Південній Кореї.

## Опис
Грам-негативна, нерухома, неспороутворююча, аеробна бактерія у формі короткого стрижня. Розмножується у морському мулі при температурах 10–40 °C, з рН 6–9 та при концентраціях NaCl 1–9 %.